# Lygaeomyia tristis
Lygaeomyia tristis là một loài ruồi trong họ Tachinidae.